# Würmla
Würmla är en ort och kommun  i Österrike. Den ligger i distriktet Tulln och förbundslandet Niederösterreich, 40 km nordväst om huvudstaden Wien.
Kommunen består av 15 orter (Ortschaften) (inom parentes invånarantal 1 januari 2024):

- Anzing (92)
- Diendorf (95)
- Egelsee (44)
- Gotthartsberg (10)
- Grub (6)
- Gumperding (48)
- Hankenfeld (154)
- Holzleiten (147)
- Jetzing (10)
- Mittermoos (18)
- Pöding (16)
- Saladorf (73)
- Untermoos (19)
- Waltendorf (101)
- Würmla (787)